# Чжоу Фан
Чжоу Фан (*730 — †810) — відомий китайський художник епохи династії Тан.

## Життєпис
Походив з аристократичної родини Чжоу. Народився у столиці імперії Чан'ані. Замолоду здобув гарну освіту. Завдяки належності до знатного стану розпочав державну кар'єру. Водночас вчився малюванню. Про займання щаблів державної служби мало відомостей. До 780 чи 785 року обіймав посаду військового губернатора Сюаньчжоу. Розквіт його творчості припадає на період правління імператора Де-цзуна. Приблизно з кінця 780-х років до самої смерті у 810 році Чжоу Фан постійно працює у столиці імперії. Тут він постійно перебував серед знаті, отримуючи замовлення від імператора, його родичів, аристократів, монастирів.

## Творчість
Спочатку у малярстві наслідував Чжан Сюаню. Згодом виробив власну матерю й стиль. На нього впливала також творчість Гу Кайчжи та Лу Таньвея Свої сюжети він брав не з легенд та історичних хронік, а з сучасного йому життя. Він писав портрети знатних жінок, прагнучи більше досягти подібності, а не відповідності канонам. Його портрети були повнокровні, а зображення одягу, зачісок, обстановки містили безліч деталей.
Також був знаний як художник-монументаліст. Робив розписи численних буддійських храмів, оздоблюючи їх фресками із зображенням богів. Це розпис храму Чжанцзінси (Чан'ань) — «Бодхисатва Авалокітешвари, що споглядає відображення місяця у воді», «Хода ченців перед залом Будди», храм Даюньсі (Чан'ань), «Два божества», зала Будди у храмі Гуанфусі (Чан'ань), «Небесний володар Півночі», храм Чаньдінсі (Сюаньчжоу). На жаль, усі ці праці загинули у середині IX сторіччя.
Крім того, Чжоу Фан — це майстер портрету, особливо добре малював жінок. Традиція також приписує йому створення перших еротичних картин. Зображував переважно придворних паннянок, та імператорських чиновників, аристократів. Відомий його сувій «Ян Гуйфей після купання», де відома красуня зображена в одному з павільйонів палацу в оточенні слуг.
Сюжет його картин простий, схематичний, втік кольори яскраві та соковиті й водночас м'які. намагався передати внутрішній світ людини, в картинах Чжоу Фана багато прихованого символізму.
На сьогодні збереглися лише наступні малюнки:
- «Придворні панні слухають гру на цині». Музей Нельсона-Аткінсона (Канзас-сіті)
- «П'ять жінок, що граються із дітьми». Музей мистецтва Метрополітен, Нью-Йорк
- «Придворні панні, що грають у нарди». Національний музей мистецтва. Тайбей.
- «Придворні панні, сидячі на підлозі, складають вірш до музичного сувою». Національний музей мистецтва. Тайбей.
- «П'ять вчених слухають музику під сосною». Національний музей мистецтва. Тайбей.
- «Придворні панні, що грають у нарди». Галерея Фрір. Вашингтон.
- «Три придворні панні, бананове, дерево та скелі». Галерея Фрір. Вашингтон.
- «Жінка, що сидить на підлозі, із вишивкою». Галерея Фрір. Вашингтон.
- «Придворні панні з квітами у зачісках». Музей провінції Ляонін. Шеньян
- «Придворні панні з віялами» (інша назва «Придворні панні із служницями»). Гугун. Пекін.